# Copa Chile 1961
Copa Chile 1961 var den fjärde säsongen av Copa Chile och hette officiellt "IV Copa Chile Green Cross 1961". Anledningen till det officiella namnet var att hedra klubben Green Cross, då hela laget omkom i en flygolycka den 5 april 1961. Turneringen bestod av lag från den högsta och näst högsta divisionen samt en del amatörlag, däribland en del stadslag. Turneringen vanns till slut av Santiago Wanderers. Copa Chile 1961 bestod av totalt 32 lag som spelade utslagsmöten mot varandra till dess att en vinnare korades.